# Nadeschda Gernet
Pour les articles homonymes, voir Gernet.
Nadeschda Gernet ou Nadejda Gernet (russe : Надежда Николаевна Гернет), née le 18 avril 1877 et morte pendant le siège de Leningrad, est une mathématicienne russe. Elle est la deuxième femme à obtenir un doctorat en Russie. Elle élargit le calcul variationnel et elle est la première à y inclure le calcul des inégalités.

## Biographie
Nadeschda Gernet naît le 18 avril 1877 à Simbirsk (aujourd'hui Oulianovsk). Elle est la fille du conseiller d'État, Nikolai V. Gernet, et de son épouse Nadezhda. 
Au printemps 1894, Nadeschda Gernet est diplômée du lycée de Simbirsk avec une médaille d'or.  A l'automne, elle commence ses études supérieures aux Cours Bestoujev, établissement d'enseignement supérieur destiné aux jeunes filles. Elle s'intéresse notamment aux mathématiques, à l'astronomie et à la physique.
Nadeschda Gernet part en Allemagne étudier à l'université de Göttingen. Elle est la deuxième femme doctorante de David Hilbert, après Anne Bosworth. Elle suit également les cours de Felix Klein. Dans sa thèse, elle élargit le calcul variationnel et généralise le théorème de son professeur au cas de deux fonctions inconnues. En 1902, elle reçoit son doctorat pour sa thèse Untersuchung zur Variationsrechnung (Sur une nouvelle méthode de calcul des variations),. En 1910, elle est élue membre de la Société mathématique de Moscou.
En 1913, elle publie Sur les problèmes fondamentaux les plus simples du calcul des variations. Comme son diplôme allemand n'est pas reconnu en Russie, elle soumet sa thèse en 1915, basée sur ses recherches, à l'Université de Moscou pour obtenir une équivalence et pouvoir enseigner. Elle est la première à inclure les inégalités dans le calcul des variations. Elle devient ainsi la seconde femme de Russie à obtenir un doctorat de l'Université.
Nadeschda Gernet est recrutée à l'Université d'état de Saint-Pétersbourg où elle enseigne jusqu'en 1929. En 1930, elle travaille à l'Institut polytechnique de Leningrad.
Elle meurt pendant le siège de Léningrad. Elle est enterrée au Cimetière luthérien de Saint-Pétersbourg.